# Campionati europei di triathlon long distance del 2012
I Campionati europei di triathlon long distance del 2012 (XIX edizione) si sono tenuti a Roth, Germania in data 8 luglio 2012.
Nella gara maschile ha vinto il tedesco Timo Bracht, mentre in quella femminile la britannica Rachel Joyce.

## Risultati

### Élite uomini
| Pos. | Nome              | Paese       | Nuoto    | Bici     | Corsa    | Totale   |
| ---- | ----------------- | ----------- | -------- | -------- | -------- | -------- |
|      | Timo Bracht       | Germania    | 00:47:37 | 04:29:42 | 02:43:33 | 08:03:28 |
|      | Mike Aigroz       | Svizzera    | 00:47:29 | 04:29:49 | 02:48:09 | 08:08:01 |
|      | Stephen Bayliss   | Regno Unito | 00:47:23 | 04:32:15 | 02:50:52 | 08:13:00 |
| 4    | Konstantin Bachor | Germania    | 00:47:24 | 04:19:30 | 03:04:00 | 08:13:36 |
| 5    | Dorian Wagner     | Germania    | 00:47:39 | 04:44:26 | 02:45:04 | 08:19:47 |
| 6    | Georg Potrebitsch | Germania    | 00:47:29 | 04:32:03 | 02:59:23 | 08:21:39 |
| 7    | Per Bittner       | Germania    | 00:47:27 | 04:44:39 | 02:48:17 | 08:22:51 |
| 8    | Roeland Smits     | Paesi Bassi | 00:50:38 | 04:49:37 | 02:48:55 | 08:32:10 |
| 9    | Felix Schumann    | Germania    | 00:47:34 | 04:44:21 | 02:59:30 | 08:34:14 |
| 10   | Ben Pernet        | Francia     | 00:47:21 | 04:44:07 | 03:05:19 | 08:39:48 |
| 11   | Bernd Hagen       | Germania    | 00:53:18 | 04:48:45 | 02:54:52 | 08:40:20 |
| 12   | Teemu Lemmettyla  | Finlandia   | 00:55:53 | 04:46:48 | 02:54:23 | 08:40:47 |
| 13   | Hans Nilsson      | Danimarca   | 00:51:50 | 05:00:50 | 02:45:34 | 08:41:22 |
| 14   | Marcus Büchler    | Germania    | 00:50:36 | 04:51:43 | 02:56:19 | 08:41:34 |
| 15   | Dave Rost         | Paesi Bassi | 00:47:39 | 04:44:34 | 03:07:39 | 08:42:47 |
| 16   | Johann Ackermann  | Germania    | 00:47:02 | 04:44:41 | 03:08:58 | 08:43:54 |
| 17   | Christophe Bastie | Francia     | 00:50:44 | 04:41:11 | 03:12:36 | 08:47:31 |
| 18   | Marin Koceic      | Croazia     | 00:50:28 | 04:51:52 | 03:03:33 | 08:48:32 |
| 19   | Alvaro Velazquez  | Spagna      | 00:58:32 | 04:45:48 | 03:01:45 | 08:49:18 |
| 20   | Michael Hofmann   | Germania    | 00:51:34 | 04:57:46 | 03:18:02 | 09:10:04 |
| 21   | Lothar Leder      | Germania    | 00:50:36 | 05:07:48 | 03:12:16 | 09:14:08 |
| 22   | Swen Sundberg     | Germania    | 00:50:33 | 04:43:37 | 03:47:30 | 09:24:57 |
| 23   | Andrej Orlicky    | Slovacchia  | 00:47:23 | 05:14:22 | 03:25:15 | 09:30:43 |
| 24   | Jörg Elbers       | Germania    | 01:03:37 | 05:03:31 | 04:12:32 | 10:24:59 |
| 25   | Damien Landon     | Francia     | 00:50:27 | 05:22:03 | 04:23:29 | 10:40:03 |
| 26   | Ain-Alar Juhanson | Estonia     | 01:08:57 | 05:34:53 | 05:54:04 | 12:44:51 |
| 27   | Benjamin Sanson   | Francia     | 00:45:58 | 08:02:08 | 05:25:35 | 14:20:19 |

### Élite donne
| Pos. | Nome            | Paese       | Nuoto    | Bici     | Corsa    | Totale   |
| ---- | --------------- | ----------- | -------- | -------- | -------- | -------- |
|      | Rachel Joyce    | Regno Unito | 00:47:37 | 04:54:37 | 02:59:53 | 08:45:04 |
|      | Sonja Tajsich   | Germania    | 00:55:50 | 04:55:14 | 02:55:43 | 08:49:47 |
|      | Julia Gajer     | Germania    | 00:50:14 | 05:02:11 | 03:01:55 | 08:57:02 |
| 4    | Britta Martin   | Germania    | 00:55:40 | 04:56:46 | 03:05:35 | 09:01:09 |
| 5    | Mirjam Weerd    | Paesi Bassi | 00:50:10 | 04:56:07 | 03:12:34 | 09:02:39 |
| 6    | Beate Gortz     | Germania    | 00:58:25 | 05:01:07 | 03:10:42 | 09:13:26 |
| 7    | Wenke Kujala    | Germania    | 00:56:31 | 05:03:41 | 03:21:51 | 09:25:19 |
| 8    | Lucie Zelenkova | Rep. Ceca   | 00:47:31 | 05:05:30 | 03:30:24 | 09:26:19 |
| 9    | Yvette Grice    | Regno Unito | 00:53:15 | 05:16:16 | 03:18:31 | 09:31:53 |
| 10   | Celia Kuch      | Germania    | 00:58:31 | 05:09:39 | 03:22:08 | 09:34:20 |
| 11   | Evi Neuscheler  | Germania    | 01:01:03 | 05:10:08 | 03:21:12 | 09:36:12 |
| 12   | Julia Bohn      | Germania    | 00:56:15 | 05:17:54 | 03:19:57 | 09:37:37 |
| 13   | Linda Schuecker | Germania    | 00:58:17 | 05:10:08 | 03:36:58 | 09:48:14 |
| 14   | Nina Kuhn       | Germania    | 00:58:47 | 05:09:20 | 03:38:35 | 09:49:54 |
| 15   | Joanna Carritt  | Regno Unito | 01:00:23 | 05:17:54 | 03:42:51 | 10:04:53 |
| 16   | Aline Choretier | Francia     | 01:11:52 | 05:42:43 | 03:27:32 | 10:26:19 |
| 17   | Heike Priess    | Germania    | 00:58:14 | 05:23:50 | 04:11:43 | 10:37:17 |
| 18   | Anne Fallows    | Regno Unito | 01:01:22 | 05:54:11 | 04:41:00 | 11:43:23 |